# キャス・エリオット
キャス・エリオット（英語: Cass Elliot、本名：エレン・ナオミ・コーエン 英語: Ellen Naomi Cohen, 1941年9月19日 - 1974年7月29日）は、アメリカ合衆国の歌手。ポップ・カルテットのママス&パパスのママ・キャス （Mama Cass）として記憶されている。グループ解散後もソロ歌手として成功し、9枚のアルバムをリリースした。

## 前半生
エリオットはメリーランド州ボルチモアで生まれ育ち、ワシントンD.C.郊外のバージニア州アレクサンドリアのハイスクール時代に「キャス」と名乗り始めた。ママス&パパスのデニー・ドハーティによれば、この名前はおそらく女優のペギー・キャス (Peggy Cass) に由来している。その後、彼女は亡くなった友人を悼み、エリオットという姓を用いるようになった。
エリオットはまだ学生の時に、ミュージカル『ザ・ボーイフレンド (The Boy Friend) 』で初舞台を踏んだ。卒業直前にジョージ・ワシントン高校を中退し、ニューヨークで『恋するミュージック・マン (The Music Man) 』に出演したが、1962年にバーブラ・ストライサンドが演じた『あなたには卸値で (I Can Get It for You Wholesale) 』のミス・マーメルスタイン役は逃した。
エリオットはグリニッジ・ヴィレッジの「ショープレイス」のクローク係として働きながら時折歌っていたが、本格的に歌手としてのキャリアを追求し始めたのは、アメリカン大学に通うためにワシントンD.C.に戻ってからである。アメリカのフォークミュージックシーンが盛り上がりを見せる中で、エリオットはバンジョー奏者で歌手のティム・ローズと歌手のジョン・ブラウンに出会い、3人は「トライアムヴィリート」として活動を始めた。1963年、ジェームズ・ヘンドリックスがブラウンの代わりに加入し、トリオは『ビッグ・スリー』（Big Three）と改名し、FMレコーズより2作のシングルを発表した。
1964年にローズがビッグスリーを去り、エリオットとヘンドリックスはカナダ人のザル・ヤノフスキーとドハーティと組んで『マグワンプス』を結成した。このグループは8ヶ月続き、その後はエリオットはしばらくソロで活動した。ヤノフスキーはジョン・セバスチャンと組んで『ラヴィン・スプーンフル』を結成し、ドハーティはジョン・フィリップスと彼の妻ミシェルのいる『ニュー・ジャーニーメン』に参加した。1965年、ドハーティはエリオットもニュー・ジャーニーメンに加入させるべきだとフィリップスを説き伏せ、彼女は彼等がヴァージン諸島で休暇を過ごす間に正式に加入した。
彼女に関する有名な伝説は、ヴァージン諸島でニュージャーニーメンに加わる少し前に銅管で頭を打ったことで彼女の音域が3音近く広がったというものである。彼女自身が、この話を認めている。ローリング・ストーン誌による1968年のインタビューにおいて彼女曰く、
| 「 | それは真実です。私は落ちてきたパイプに頭を直撃され、私の音域は3音近く拡大しました。彼らは島でこのクラブを解体して、ダンスフロアに改造していました。職人が細い金属製のパイプを落とし、それが私の頭にぶつかり、私を地面に叩き伏せました。私は脳震盪を起こしていて病院に行きました。私は2週間程ひどい頭痛に悩まされ、唐突に以前より高く歌えるようになっていました。これは神に誓って真実です。 | 」 |

しかし彼女をよく知る人々によれば、これは真実ではない。彼女は昔から傑出した歌声の持ち主であった。彼女の友人は、彼女がジョン・フィリップスが長い間自分をグループに受け入れなかった理由をより差別的でない表現で説明するために「パイプの物語」を使ったのだと語った。本当の理由は、ジョンが彼女をあまりに太り過ぎていると考えていたからだった。

## ママス&パパス
ニュージャーニーメンが2人の女性メンバーを擁した時点で、彼等には新しい名前が必要になった。ドハーティによるとエリオットがバンドの新しい名前についてインスピレーションを得た。ドハーティは自身のウェブサイトに書いている。
| 「 | 我々は全員がのんびりとくつろいで、テレビを見ながらグループの名前を議論していました。ニュージャーニーメンは、我々が固執する名前ではありませんでした。ジョンは「マジック・サークル」を推していました。しかし誰も、もっと良い名前を提案できないでいました。我々はチャンネルを変えて、そして、おや、ヘルズ・エンジェルスがトーク番組に…そして最初に聞いたものが、「えーと、まあ待ってくれホス。一部の人々は我々の女たちを俗悪だと言うが、我々は彼女たちを我々のママスと呼ぶ。」キャスは跳び上がりました「イェー! 私はママになりたい。」そして、ミシェルが続きました。「私たちは、ママスよ! 私たちは、ママスよ!」オーケー。私は、ジョンを見ました。彼は私を見て続けました「パパス?」問題は解決されました。乾杯! ママス&パパスに。そして何度も何度も祝杯をあげた後、キャスとジョンは酔いつぶれました。 | 」 |

ドハーティはこの機会が彼とミシェルの不倫関係の始まりを運命づけたと言い続けた。エリオットはドハーティを愛していたので、彼が不倫関係について話した事が気に入らなかった。ドハーティはエリオットがかつて彼にプロポーズしたと言ったが、彼はその時にひどく酔っていたので、返事をすることすらできなかった。
ユーモアのセンスと楽観主義で知られたエリオットを、ママス&パパスで最もカリスマ性のあるメンバーだと考える人は多かった。彼女の暖かく独特な声は、彼等の成功における大きな要因であった。彼女は「夢のカリフォルニア 」、「マンデー・マンデー 」、「愛の言葉」といったビルボードのヒット曲におけるボーカル、さらに「私の小さな夢」におけるソロによって人々の記憶に刻み込まれている。「私の小さな夢」は、共同作曲者の1人であったファビアン・アンドレ (Fabian Andre) の死を知った後の1968年にレコーディングされた。ミッシェル・フィリップスはその数年前に彼に会っていた。「私の小さな夢」は1931年にナイトクラブ用のダンス曲として書かれた歌で、ナット・キング・コールなどのエリオット以前のレコーディングがアップテンポであったのに対し、彼女のバージョンはバラードであったのが顕著な違いであった。
彼等は契約が切れる1971年リリースの最後のアルバムまでレコーディングを続けた。

## ソロ活動と病死

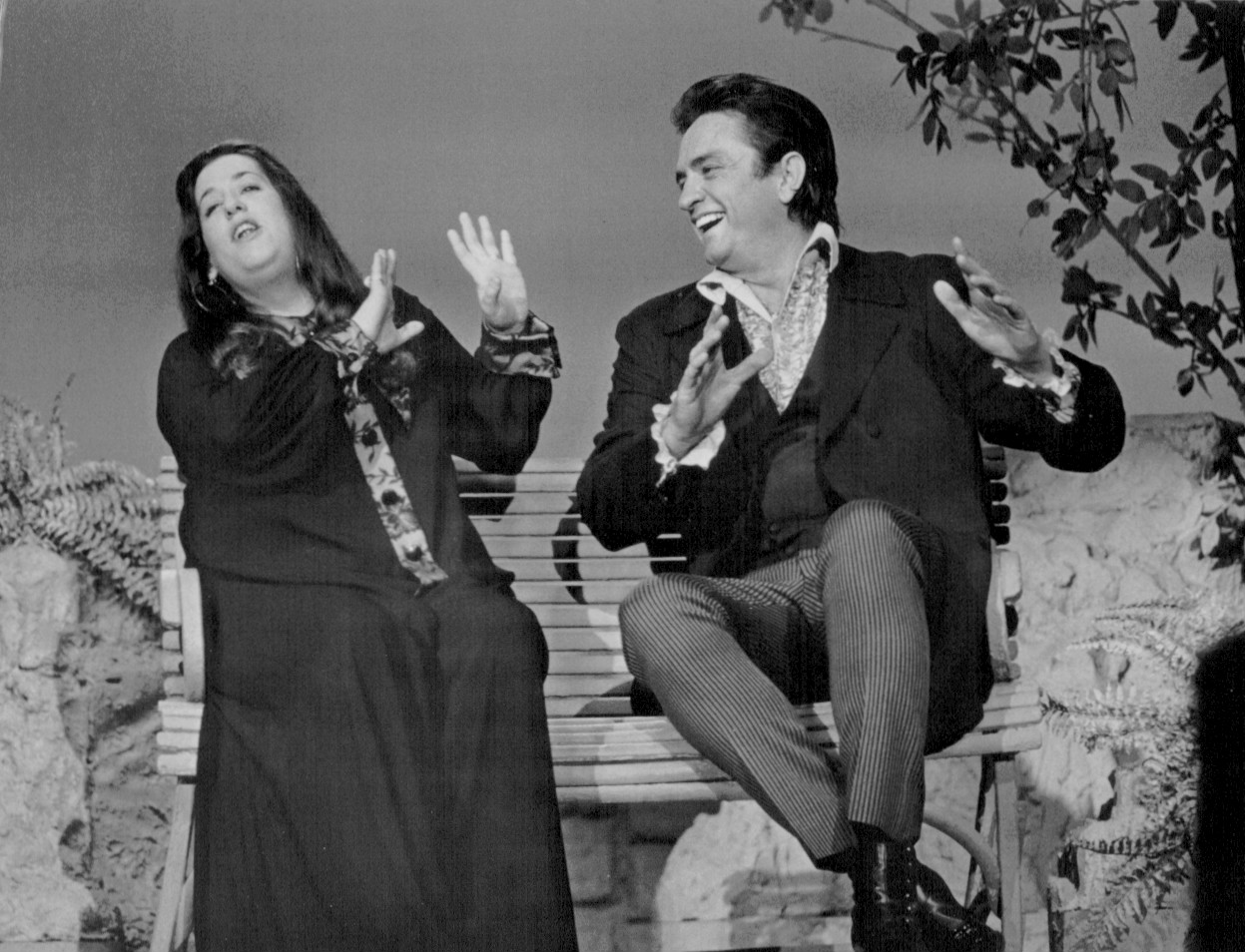
1969年、ジョニー・キャッシュ（向かって右）と。

ママス&パパス解散の後、エリオットはソロ歌手としても成功した。彼女の最もヒットした曲は、ママス&パパスのメンバーだった1968年にダンヒル・レコーズより発表したソロ・アルバムからのシングルカット曲「私の小さな夢」である。この曲は同年に発表されたママス&パパスのアルバム『The Papas & The Mamas』の収録曲だった。エリオットは週40,000ドルという破格のギャラでラスベガスのシーザーズ・パレスでショーの主役を短期間演じたが、高い評価は得られなかった。
1970年代、彼女は『ジュリー・アンドリュース・アワー』、『マイク・ダグラス・ショー』、『アンディ・ウィリアムス・ショー』、『ハリウッド・スクエアーズ』、『キャロル・バーネット・ショー』などのテレビのトーク番組やバラエティー番組の常連であった。彼女は『ザ・トゥナイト・ショー』でジョニー・カーソンのためにゲスト司会者を務め、その他にも同番組に13回出演した。また1973年後半、ゲーム番組『Match Game'73』にゲスト解答者として出演し、1973年のテレビスペシャル、ミュージック・コメディ・ウェスタンの『Saga of Sonora 』で当時のスター、ジル・セント・ジョン、ヴィンス・エドワーズ、ゼロ・モステル、レスリー・アン・ウォーレンたちと共演した。またファーストフード店であるハーディーズのラジオ広告のために「Hurry on down to Hardee's, where the burgers are charco-broiled（バーガーが炭火で焼かれているハーディーズに急ごう）」というコマーシャルソングを歌った。
彼女は1970年代前半には女優としてもキャリアを重ねていった。1970年にはテレビシリーズ『怪獣島 (H.R. Pufnstuf) 』の映画版『怪獣島の大冒険 (Pufnstuf) 』に出演した。さらに『スクービー・ドゥー 』、『ヤング・ドクター・キルデア 』、『ラブ、アメリカンスタイル 』、『レッド・スケルトン・ショー 』など多くのテレビにゲストスターとして出演した。
1974年7月、ソロ活動の絶頂期にあった彼女は、ロンドンのパラディアム劇場で満席となった2度のコンサートを開いた。29日のコンサートの後、彼女はメイフェア・カーズン街9の12号フラットの自室からミシェル・フィリップスに電話をかけ、2度ともスタンディングオベーションを受けたことを明るく語った。電話の後、彼女は床に付き、睡眠中に発症した心筋梗塞で死去した。
享年32歳。

## 家族
エリオットは2回結婚した。初婚の相手はビッグ・スリーのヘンドリックスで、1963年に結婚した。この結婚はベトナム戦争の間、彼が兵役を避けるための偽装結婚だったと言われ、初夜を迎える事なく1968年に無効となった。1971年にはジャーナリストのロナルド・フォン・ヴィーデンマン男爵と結婚した。フォン・ヴィーデンマンはドイツ・バイエルン州の男爵家の継承者だった。この結婚は数ヶ月で破局し離婚に到った。
エリオットは1967年4月26日に、娘のオーエン・ヴァネッサ・エリオットを出産した。彼女は誰がオーエンの実父なのかを決して明かさなかった。長い年月を経た後、ミシェル・フィリップスが実父を突き止める手助けをした。オーエンは母親同様に歌手になり、元ザ・ビーチ・ボーイズのアル・ジャーディンとツアーを行なった。
エリオットの死後、妹のリア・カンケル（名セッションドラマーのラス・カンケル (Russ Kunkel) と結婚してカンケル姓となった）が、7歳になったばかりオーエンを引き取った。カンケルもまた歌手であり、レネー・アーマンド、マーティ・グウィン・タウンゼントと組んだトリオ、コヨーテ・シスターズ (Coyote Sisters) のメンバーとして、1984年に「Straight From The Heart (Into Your Life)」というシングルをヒットチャート入りさせている。カンケルは1997年にVH1のドキュメンタリーシリーズ『Behind The Music 』が「ママス&パパス」を特集した回でインタビューを受け、有名な姉について語っている。

## 称賛・風刺・大衆文化における言及

### 尊敬の念
死後から年を経る毎に、彼女への尊敬の念を表す人々が増えていった。
- スウェーデンのアーティスト、マリ・バーグマン (Marit Bergman) の歌「Mama, I Remember You Now」は彼女への讃歌である[19]。
- 2004年、ダブリンでエリオットを題材とする『The Songs of Mama Cass 』という舞台がクリスティン・カペリ (Kristin Kapelli) をメインボーカルに据えて上演された[20]。
- クロスビー、スティルス&ナッシュの『グレイテスト・ヒッツ』(2005年）は彼女に捧げられた。
- 1996年のイギリス映画『とても素敵なこと-初恋のフェアリーテール-』には彼女の曲が重用されており、彼女の思い出が1人の登場人物の人生に深く関わっている。
- テレビシリーズ『LOST』のシーズン2・3の数話で彼女の「Make Your Own Kind of Music」、シーズン4では「It's Getting Better」が印象的に使用された。

### その他
発見された遺体の傍らに食べかけのサンドイッチが残っていたという報道がきっかけになって、彼女がハムサンドを喉に詰まらせて死んだという噂が広まった。検死官は睡眠中に発症した心筋梗塞が死因であると結論したが、この結論が話題になることは殆どなく、噂は所謂都市伝説になり、彼女の死は映画や楽曲で恰好のジョークの題材にされた。
彼女の死を取り上げた人物としては、フランク・ザッパ、アダム・サンドラー、デニス・リアリー、マイク・マイヤーズ、TISM、ジャック・ブラック、アル・ヤンコビック、ロビン・ウィリアムズ、Foetusなどが挙げられる。

## ソロ・ディスコグラフィ

### アルバム
- 1968年: 『私の小さな夢 ( Dream a Little Dream)』
- 1969年: 『Bubblegum, Lemonade, And... Something for Mama』
- 1969年: 『Make Your Own Kind of Music』
- 1971年: 『Mama's Big Ones|Mama's Big Ones』 (solo greatest hits)
- 1971年: 『デイヴ・メイソン&キャス・エリオット (Dave Mason and Mama Cass)』
- 1972年:  『キャス・エリオット ( Cass Elliot)』
- 1972年: 『 The Road Is No Place for a Lady』
- 1973年: 『Don't Call Me Mama Anymore』

### シングル
- 1968年: 「私の小さな夢 (Dream a Little Dream of Me)」 (Mama Cass with the Mamas & the Papas)
- 1968年: 「カリフォルニア・アースクエイク (California Earthquake)」
- 1969年: 「Move in a Little Closer, Baby」
- 1969年: 「It's Getting Better」
- 1969年: 「Make Your Own Kind of Music」
- 1970年: 「New World Coming」
- 1970年: 「A Song That Never Comes」
- 1970年: 「The Good Times Are Coming」
- 1970年: 「Don't Let the Good Life Pass You By」
- 1973年: 「Break another heart」